# 托比亚斯·赖歇尔
托比亚斯·赖歇尔（德語：Tobias Reichel，1985年8月18日—）是一位德国足球裁判，具有27场德乙联赛的执法经验，并于2020年夏季晋升为德甲联赛主裁判。

## 主哨德甲
2020年夏季，赖歇尔与马蒂亚斯·约伦贝克一同被德国足协纳入德国足球甲级联赛的主裁判队伍以进行“体验”。作为这项全新人才促进计划的一部分，裁判员可在高水平的赛事中积累经验，从而为潜在的正式晋升做好准备。

## 执法表现
在德乙联赛的27次主哨中，赖歇尔共发出111次黄牌、2次出示两黄变一红牌以及1次在场内将球员直接红牌罚下。而在自高级联赛以上赛事的整体表现中，赖歇尔共计执法220场，其中发出775张黄牌、17次两黄变一红牌以及10张直接红牌；在此期间，他还判罚了50次点球。